# لوسید فال
جو یون سوک (کره‌ای: 조윤석؛ زادهٔ ۱۸ مارس ۱۹۷۵) که بیشتر با نام هنری لوسید فال (کره‌ای: 루시드폴؛ انگلیسی: Lucid Fall) شناخته می‌شود، خواننده-ترانه‌پرداز و بازیگر اهل کره جنوبی است. او حرفه موسیقی خود را در سال ۱۹۹۷ به عنوان عضو بند می‌سون‌یی (미선이) آغاز کرد و به عنوان هنرمند انفرادی بسیار پرکار بوده و از سال ۲۰۰۱ تاکنون یازده آلبوم استودیویی منتشر کرده‌است. سبک موسیقایی لوسید فال شامل فولک، پاپ و بوسا نووا است. از زمان نقل مکان کردن او به جزیره ججو در سال ۲۰۱۴ و تبدیل شدن با یک باغدار نارنگی، آثار او همچنین شامل موسیقی امبینت نیز است. او از گیتار کلاسیک به عنوان ساز اصلی خود استفاده می‌کند و به خاطر متن ترانه‌های شاعرانه‌اش شناخته می‌شود.